# باب ایلز
باب ایلز (انگلیسی: Bob Iles؛ زادهٔ ۲ سپتامبر ۱۹۵۵) بازیکن فوتبال اهل بریتانیا است.
از باشگاه‌هایی که در آن بازی کرده‌است می‌توان به باشگاه فوتبال ویلدستون، باشگاه فوتبال یئوویل تاون، باشگاه فوتبال چلسی، باشگاه فوتبال پول تاون، باشگاه فوتبال ویموث، باشگاه فوتبال ای‌اف‌سی بورنموث، و باشگاه فوتبال باشلی اشاره کرد.